# 红外天文学

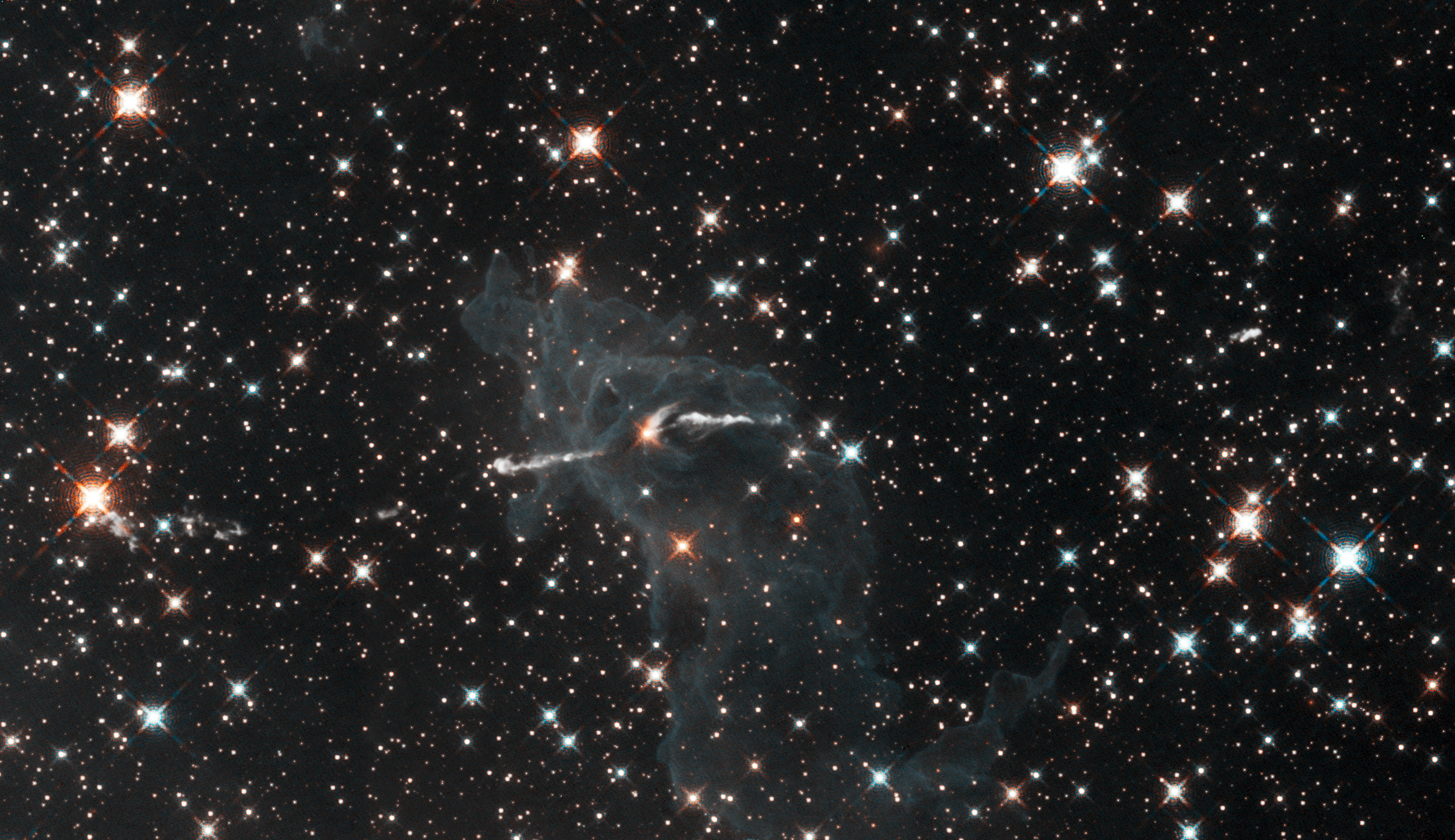
哈勃空间望远镜广角相机捕捉到的红外线下的船底座星云3。

紅外天文學的主要研究對象是可以觀測到紅外輻射的天體，是天文學和天文物理学的一个重要分支。可見光的波長範圍大约为400奈米（藍色）至700奈米（紅色），波長比700奈米長但仍比微波短的電磁波稱為紅外線（有時也稱為次微米波）。紅外天文學有时也视为可见光天文学的一部份，因為反射鏡、透鏡等光學元件基本上都能用於紅外觀測。

## 红外天文学的起源
在牛頓使用三稜鏡將白光分解成光譜之後，英国物理学家威廉·赫歇爾在1800年發現太阳光谱中温度最高的区域位于红光以外，他推测一定有一种肉眼看不见的辐射，称其为红外线。1856年，查理斯·皮亞吉·史密斯發現月球的光譜中也有紅外線。

## 現代的紅外天文學
波長接近可見光的紅外線称为近紅外線，它与可見光非常相似，可以使用相似的設備探测。因此近紅外光譜通常视为可见光光譜的一部分，近紫外線也是一樣。多數光學望遠鏡都能用於探测近紅外線。
像所有其他波段的電磁輻射，紅外線讓天文學家對宇宙有了更深入的了解。普通低温物体的热辐射大部分能量集中在紅外波段，因此紅外望遠鏡需要遠離熱源，并且尽可能地使用液氮等冷却剂将设备冷却至极低的温度，这一点在中紅外和遠紅外波段的观测上尤为重要。由于地球大氣層中的水氣会强烈地吸收某些波段的紅外線，因此地基紅外望遠鏡必須建造在海拔高、且非常乾燥的地點。在地球上合適的地點有海拔4,205公尺高的毛納基山天文台，在智利5,000公尺高處的阿塔卡瑪大型毫米波天線陣 (ALMA)，和位於南極洲的Dome C。
宇宙空间是进行红外天文观测的理想场所，史匹哲太空望遠鏡等红外天文卫星是專門用於紅外觀測的，許多空间光学望遠鏡（如哈勃望远镜）也能進行紅外觀測。
紅外線天文學的另一種觀測方法是利用飛機來進行的，像是同溫層紅外線天文台(SOFIA)和柯伊伯機載天文台，因為飛行在同溫層，只有少許的水氣存在於望遠鏡和太空之間，使大氣層吸收的紅外線大為減少。殘餘的紅外線背景輻射(經由吸收剩餘的)能夠經由清理的技術予以移除，只留下乾淨的空間進行觀測。
在地面上解析度最好的紅外線觀測是由天文學的干涉儀獲得的。

## 紅外線技術
最便宜的用於研究的紅外線探測器是汞鎘銻陣列，在1～5微米的波長下可以很好的工作，在更長波段或更高靈敏度的觀測則使用其他的檢測器，包括其他的狹縫半導體檢測器、低溫的熱輻射計陣列、和光子計數超導體管道接合陣列。
紅外線天文學的特別需求有：允許長時間的積分非常低的暗電流，結合低噪訊比的讀取電路和非常高像素的計數。

## 天文學的紅外光譜
紅外線天文望遠鏡，像是史匹哲太空望遠鏡、紅外線天文衛星(IRAS)、 紅外線太空天文台(ISO)和2009年5月布署的赫歇爾太空天文臺幾乎可以觀測到所有的紅外線光譜。但是，大部分的紅外線天文學仍然依賴在地面上的望遠鏡，通過狹窄的"窗口"，對地球大氣層是透明的波長，觀測到有限的紅外線光譜。主要的紅外線窗口列於下表：
| 波长範圍（微米） | 天文學的波段 | 望遠鏡                                           |
| ---------------- | ------------ | ------------------------------------------------ |
| 0.65 - 1.0       | R波段和I波段 | 所有主要的光學望遠鏡                             |
| 1.25             | J波段        | 大部分主要的光學望遠鏡和大部分專門的紅外線望遠鏡 |
| 1.65             | H波段        | 大部分主要的光學望遠鏡和大部分專門的紅外線望遠鏡 |
| 2.2              | K波段        | 大部分主要的光學望遠鏡和大部分專門的紅外線望遠鏡 |
| 3.45             | L波段        | 大部分專門的紅外線望遠鏡和一些光學望遠鏡         |
| 4.7              | M波段        | 大部分專門的紅外線望遠鏡和一些光學望遠鏡         |
| 10               | N波段        | 大部分專門的紅外線望遠鏡和一些光學望遠鏡         |
| 20               | Q波段        | 一些專門的紅外線望遠鏡和一些光學望遠鏡           |
| 450              | 亚毫米波段   | 亚毫米波望远镜                                   |

由於大氣的不透明度，在這些窗口以外的波段，紅外線的觀察是困難與幾乎不可能的。專門用於紅外線和次微米波觀測的望遠鏡一般都建在非常高的地點上，像是夏威夷的毛納基山天文台、智利的阿塔卡瑪大型毫米波天線陣(ALMA)、或是計劃用飛機改裝的同溫層紅外線天文台(SOFIA)，都是從地球上能提供最佳敏感度的觀測場所。
來自太空望遠鏡的資料，像是史匹哲太空望遠鏡、紅外線天文衛星、和紅外線太空天文台(ISO)則能協助填補上面窗口以外的紅外線波段觀測空隙。

## 外部連結
- Caltech IR tutorial （页面存档备份，存于）
- Harvard Optical and Infrared Astronomy Group （页面存档备份，存于）